# Lilian Ducelle
Lilian Ducelle is het pseudoniem waaronder Lilly Mary Hermine van Zele (Sitoebondo, Oost-Java, 7 december 1919 - Den Haag, 5 augustus 2013) als Nederlandse journaliste en publiciste bekendstond. Zij was jarenlang hoofdredacteur van het tijdschrift Moesson maar ook als zangeres, modeontwerpster, schrijfster van kookboeken en polemiste een belangrijke bijdrage aan cultuur en positie van Indische Nederlanders.

## Jeugd
Lilly van Zele was de dochter van Sylvester van Zele en Johanna Claus. Sylvester van Zele werkte als schrijver bij de Landraad. Toen Johanna van Zele 5 maanden zwanger was van Lilly, werd Sylvester overgeplaatst naar Djember een plaats waar veel malaria heerste. Daarom ging haar moeder tijdelijk wonen bij een halfzuster van Sylvester, Mien Führi-Mierop. Die was getrouwd met de boekhouder van een suikerplantage die niet zo ver (70 kilometer) uit de buurt lag in Sitoebondo. Drie maanden later werd haar vader weer overgeplaatst naar Malang en dat is waar Lilly opgroeide.
Met haar zes jaar oudere broer Ludwig ('Lud') en haar vijf jaar jongere zus Hedwig ('Hetty') vormden zij een hecht Indo-europees gezin waarin muziek en literatuur veel aandacht kregen. Om Ludwig een goede opleiding tot pianist te kunnen geven aan het conservatorium in Nice, ging het gezin Van Zele voor een periode van drie jaar in Monaco wonen. Haar vader gebruikte die tijd om zich als violist te bekwamen. Haar moeder had zich als couturière ontwikkeld.
Terug in Malang volgde Lilly de Mulo van de zusters Ursulinen. In de eerste klas van de Mulo vormde een excursie naar het dagblad De Malanger een inspiratiebron voor haar beroepskeuze. Hoewel zij tijdens haar schooltijd uitblonk in schrijven was journalist in die tijd geen beroep voor vrouwen. Maar haar tante Führi had het wel tot hoofdredacteur van De Malanger geschopt! Op haar achttiende koos zij dus niet voor een vervolgopleiding, maar ging ze op kamers wonen in Soerabaja om zich daar bij verschillende kranten omhoog te werken van correctrice tot journaliste.

## Oorlogstijd
Omdat de Japanners hen niet als Europeanen beschouwden werd het gezin Van Zele tijdens de bezetting niet geïnterneerd in een jappenkamp. Ook buiten het kamp was het echter een tijd van grote ontberingen. Omdat kranten niet meer in het Nederlands mochten verschijnen verloor Lilly haar baan. Zij voorzag in haar levensonderhoud door illegaal kinderen lessen Nederlands te geven en op te treden als zangeres. In 1943 overleed haar zus Hetty door gebrek aan geschikte medicijnen.
Nadat Japan zich had overgegeven was zij tijdens de Bersiap ooggetuige van de strijd om Soerabaja en kon zij het bloedbad in de Simpangclub horen. In 1945 ging zij als oorlogscorrespondent werken bij de Regeringsvoorlichtingsdienst. Daarnaast trad ze als zangeres op voor de Nederlandse militairen op Java en Bali. Zij werd vervolgens journalist bij het blad Wapenbroeders van de Legervoorlichtingsdienst in Djakarta. Op de redactie leerde ze haar latere echtgenoot Jan Boon kennen, die daar op dat moment hoofdredacteur was.

## Indonesië
Toen in 1948 haar moeder overleed, keerde ze terug naar Soerabaja. Drie maanden daarna overleed ook haar vader. Ze vond werk in Soerabaja, eerst een korte periode bij de Nieuwe Courant dat toen onder leiding van haar tante Führi stond. Na een conflict met haar tante ging ze aan de slag bij de Vrije Pers. Daar ging ze het voor het eerst haar pseudoniem Lilian Ducelle gebruiken. Dit was een verfransing van haar officiële naam, die werd ingegeven door een familieverhaal over een overgrootvader die als hugenoot in Zele zou zijn beland.
In 1949 vestigde ze zich enige tijd in Kampong Sangla nabij Den Pasar op Bali. Toen het daar te onveilig werd, keerde ze kort terug naar Djakarta, waar ze voor De Nieuwsgier werkte. Omdat Jan Boon nog altijd een gebonden man was, besloot ze in 1950 weer verder te verhuizen naar Sampit op Borneo, waar ze bij Bruynzeel ging werken. Jan Boon, die had besloten van zijn tweede vrouw te scheiden, voegde zich daar bij haar, samen met de drie kinderen uit zijn eerste huwelijk. Boon en Ducelle traden in in het huwelijk en beleefden een heel gelukkige tijd in Sampit.
In 1952 traden ze beide in dienst bij De Nieuwsgier en keerden weer terug naar Djakarta. Van haar moeder had Ducelle geleerd jurken te maken en mode te ontwerpen. Zij schreef ook over mode en had oog voor de wens van jonge Indonesische vrouwen om modernere kleding elegant te combineren met traditionele Indonesische motieven. Dit leidde tot zeer geslaagde modeshows waar Ducelle eigen ontwerpen liet zien.

## Eerste tijd in Nederland
In 1954 leek het vooral voor het vervolgonderwijs aan de oudere kinderen van haar man verstandig om naar Nederland te gaan. Het plan was wel om zodra dat mogelijk was weer terug te keren, maar dat werd ten slotte door de ontwikkelingen in Nederland en Indonesië onmogelijk. De overgang beviel Ducelle slecht: het klimaat was haar te koud, de manier van leven benepen en ze kon ondanks haar ervaring geen werk als journalist vinden. Een succesvolle campagne om door haar ontworpen batikmode in Duitsland op de markt te brengen moest worden afgebroken omdat de zakelijke partner afspraken niet nakwam.
Ducelle ging allerlei administratief werk doen. In 1956 werd het tijdschrift Onze Brug opgericht, waaraan onder meer haar tante Führi was verbonden. Ook Ducelle ging hierin een rubriek verzorgen. In 1957 werd haar man, inmiddels bekend onder zijn pseudoniem Tjalie Robinson, hoofdredacteur van dit blad, dat hij in 1958 omdoopte in Tong Tong. Het was de bedoeling dat Tong Tong zou dienen als verzamelpunt, spreekbuis en erfgoedbewaarder van de Indische Nederlanders. In 1959 verhuisde het gezin van Amsterdam naar Den Haag, waar het blad was gevestigd. Ducelle verzorgde verschillende rubrieken en artikelen voor Tong Tong.

## Californië
Veel Indische Nederlanders waren in Californië gaan wonen: het klimaat was er warmer, de levensstijl spontaner en de arbeidsmarkt meer open voor talent. Zo emigreerde in 1962 ook het gezin Boon naar Californië. Het plan was om nu ook voor de Indische Nederlanders in de VS The American Tong Tong op te zetten.
Ducelle had ook succes met enkele opvallende modeshows met door haar ontworpen batikjaponnen. Hoewel het Lilian Ducelle in Amerika goed beviel, keerde het gezin in 1966 weer terug naar Nederland toen het met de exploitatie van Tong Tong in Nederland zakelijk verkeerd dreigde te gaan.

## Definitief in Nederland
Haar band met Tong Tong was wel ouder, maar minder intens dan die van haar man. Maar toen zijn gezondheid achteruit ging, was het vanuit haar trouw vanzelfsprekend dat zij steeds meer voor het blad ging betekenen. Haar wat meer zakelijke opstelling maakte dat de eerdere problemen snel minder werden. In 1973 werd zij directeur en na het overlijden van Tjalie Robinson zette zij het tijdschrift voort. Vanwege een conflict over de rechten op de naam Tong Tong gaf zij het blad in 1978 zijn huidige naam Moesson. Via de uitgeverij met dezelfde naam bood zij een reeks Indische auteurs de mogelijkheid hun werk te publiceren. Zij bleef tot 1991 aan het bedrijf verbonden.
Naast het journalistieke werk heeft zij ook veel over de Indische keuken geschreven. Dit leidde tot een steeds verder ontwikkelde kennis van gerechten en bereidingswijzen. Ook op dit gebied vond zij het belangrijk erfgoed te bewaken en vaak regionaal bepaalde smaakverschillen niet af te vlakken, maar te cultiveren.
Als polemiste bleef Lilian Ducelle altijd opkomen voor de positie van Indische Nederlanders en hun erfgoed. Het ergerde haar als die door oppervlakkige oordelen werden miskend, maar het stoorde haar even goed als dat door overdrijving in Indische kringen in de hand werd gewerkt. Zij uitte zich stijlvol maar messcherp. Als lezers in ingezonden stukken afgaven op Tong Tong was zij in staat om hun het abonnement op te zeggen, met als toelichting: "We hebben altijd al te weinig abonnees gehad, u kunt er ook nog wel van af."
Zij overleed op 93-jarige leeftijd.